# Polanisia trachysperma
Polanisia trachysperma là một loài thực vật có hoa trong họ Màng màng. Loài này được Torr. & A.Gray miêu tả khoa học đầu tiên năm 1840.

## Hình ảnh

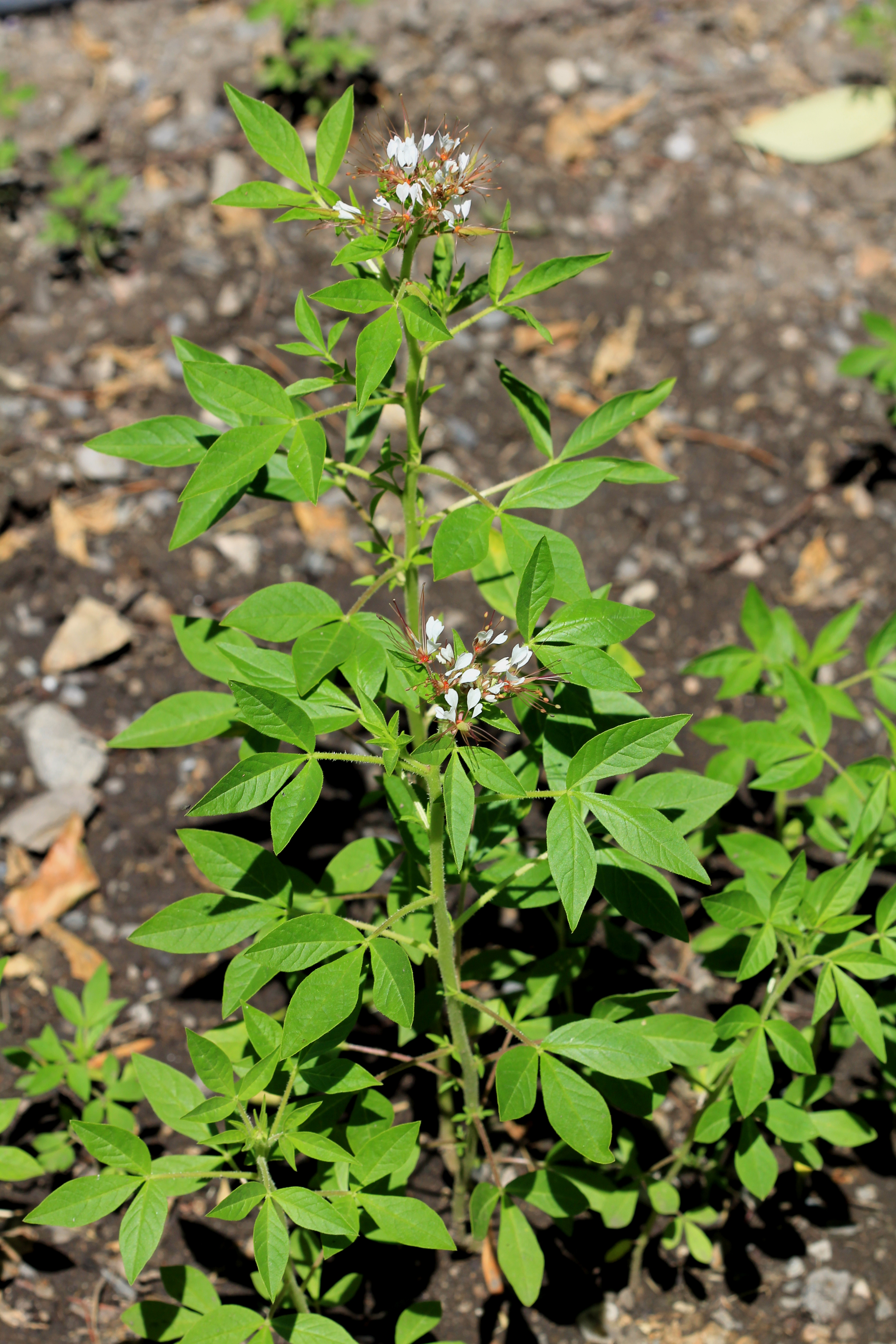
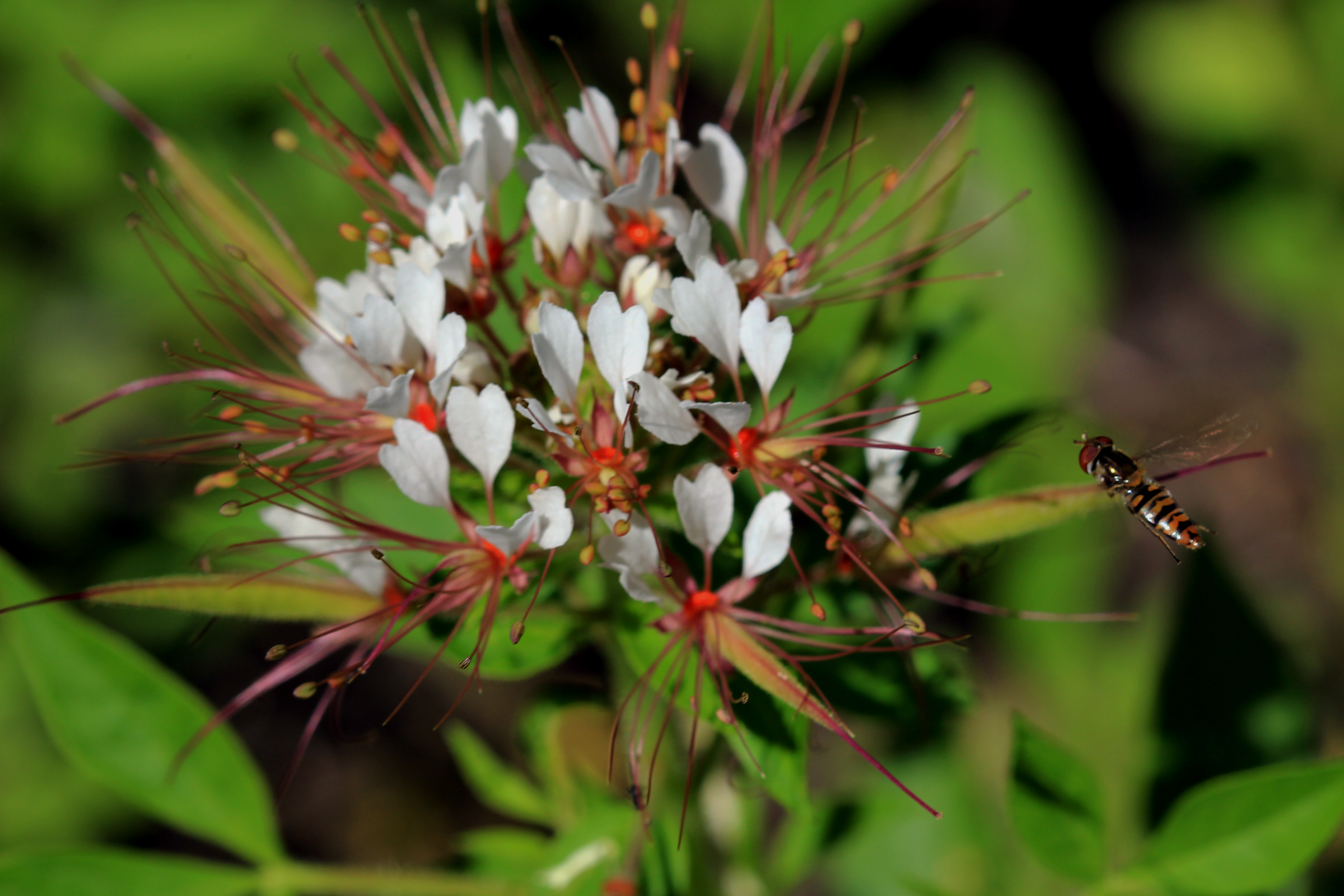
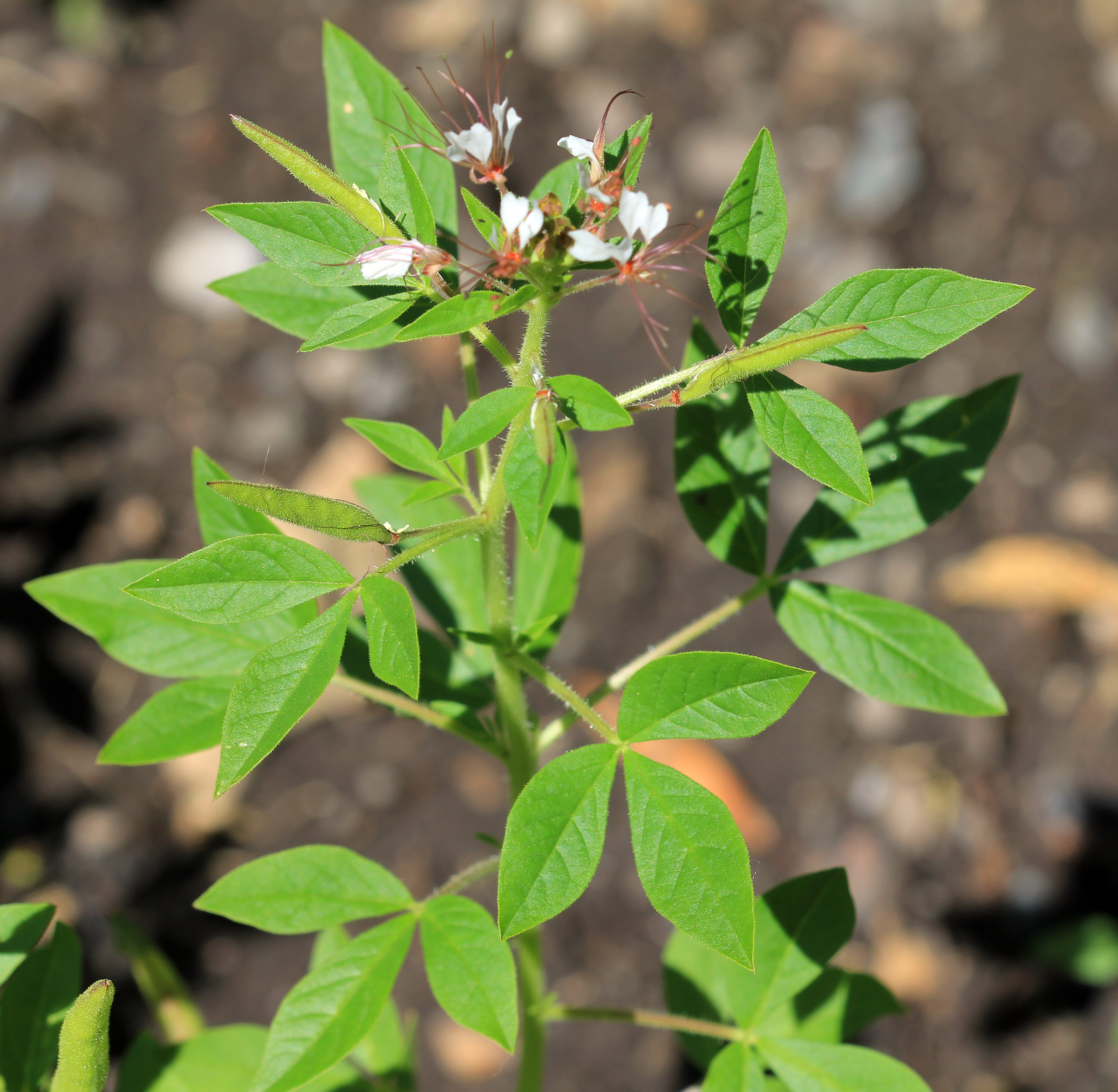